# الجمعية التعاونية للبترول (التعاون للبترول)

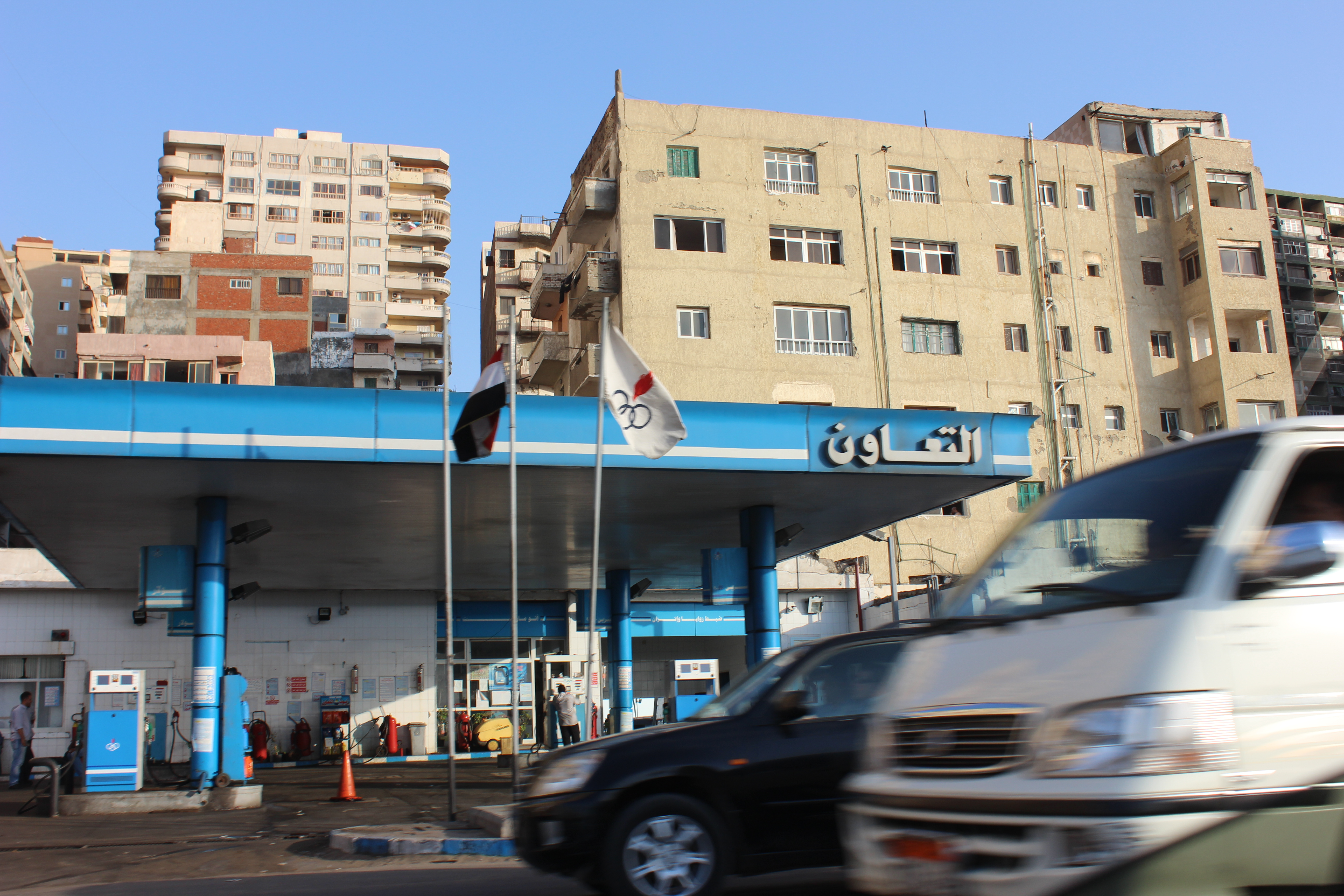
بنزينة للتعاون بالإسكندرية

التعاون للبترول أو الجمعية التعاونية للبترول (بالإنجليزية: CPC - Cooperation Petroleum Company)‏ هي إحدى شركات قطاع البترول المصري, والتي تأسست عام 1934 كأول شركة وطنية لتسويق المنتجات البترولية بإدارة مصرية. وتمتلك الشركة مكتبا يمثلها في كل محافظة من محافظات جمهورية مصر العربية يقدم كافة الخدمات البيعية والفنية والاستشارات لعملاء الشركة بمختلف أنشطتهم.

## نشاط الشركة
- نشاط الشركة الرئيسي يتضمن إنتاج وتسويق أنواع مختلفة من الزيوت مثل زيوت المحركات وزيوت التروس والزيوت الخاصة بأدوات التصنيع
- تخدم الشركة أكثر من 2000 عميل على مستوى الجمهورية في كافة الأوجه والأنشطة التي يقوم عليها الاقتصاد الوطني
- تقوم الشركة بإمداد كافة الهيئات الحكومية باحتياجاتها من المواد البترولية والزيوت
- تقوم الشركة بتصدير منتجاتها إلى أكثر من 19 دولة أفريقية وعربية وأوروبية

## مبيعات الشركة
- حجم المبيعات بالسوق المصري من المواد البترولية أكثر من 12 مليون طن سنويا
- حجم مبيعات الزيوت والشحوم أكثر من 97 ألف طن سنويا
- قيمة المبيعات السنوية 28 مليار جنية مصري
- تقدر حصة الشركة من السوق المصري بحوالي 35% من حجم السوق الكلي
- تقدر قيمة إيرادات الشركة من نشاط تموين السفن بحوالي 770 مليون جنيه من خلال نشاطها بموانئ الإسكندرية وبور سعيد والسويس ودمياط.[3]

## أصول الشركة
- أسطول نقل مواد بترولية وزيوت مكون من أكثر من 1545 مركبة
- ثلاثة مصانع لإنتاج الزيوت بطاقة إنتاجية سنوية 156 ألف طن
- ثلاثة معامل كيماوية مجهزة بأحدث أجهزة القياس والتحاليل لمراقبة الجودة
- أكثر من م400 حطة تموين وخدمة سيارات منتشرة في جميع محافظات مصر
- ثلاثة عشر ناقلة بترولية وزيوت لخدمة السفن والناقلات المصرية والأجنبية في جميع الموانئ المصرية
- مركزا للبحوث والتطوير يوجد به أحدث تقنيات التحاليل والقياسات الخاصة بزيوت التزييت والشحوم لتقديم كل ما هو جديد
- مركزا للتدريب يقوم بتدريب أكثر من 2000 متدرب سنويا من العاملين بالشركة، ويقوم المركز بإعداد برامج تدريبية للعاملين بشركات العملاء المتعاملين مع الشركة

## رؤساء الشركة
- ناصر شومان
- أيمن نجيب
- عادل فاروق.[4]
- عبدالرحمن ابو سعدة
- سمير رزق.[5]
- عاصم عبد الغني.[6]
- محمد عطية.[7]
- محمد إلهامي أنور.[8]
- شاكر الهواري.[9]